# Ley de Contratos de Cultivo
La Ley de Contratos de Cultivo (en catalán Llei de Contractes de Conreu) fue una ley aprobada por el Parlamento de Cataluña el 21 de marzo de 1934 y promulgada en la simbólica fecha del 14 de abril de 1934. La finalidad básica de la ley era proteger a los campesinos arrendatarios de la rabasa morta y propiciar su acceso a la propiedad de la tierra que cultivaban. La ley no llegó a aplicarse porque fue anulada por el Tribunal de Garantías Constitucionales y la negociación posterior entre los gobiernos español y catalán se vio interrumpida por la Revolución de octubre de 1934 que incluyó la proclamación del Estado Catalán, ambas fracasadas. 

## Antecedentes: el problema de la rabassa morta
La Rabassa morta (literalmente "cepa muerta") era un tipo de contrato muy extendido en Cataluña por el que un arrendatario (arrendatariorabassaire) alquilaba una porción de tierra para cultivar viñas, con la condición de que el contrato quedaba disuelto si moría un tercio de las primeras cepas plantadas. La naturaleza jurídica de este contrato es discutida: mientras que unos lo consideran un alquiler, otros, la mayoría, lo consideran como un censo enfitéutico.
En siglo XVIII se produjo un aumento en el valor de las tierras al mismo tiempo que la inflación se disparaba. Los propietarios de las tierras se consideraban perjudicados por las mejoras en los métodos agrícolas que prolongaban la vida de las viñas a la vez que el alquiler perdía valor y se prolongaba durante diversas generaciones.
El conflicto se resolvió a favor de los propietarios cuando la Audiencia de Barcelona falló en 1756 que el contrato se disolvería por la muerte de las viñas o pasados cincuenta años de su firma, lo que fue confirmado por el Código Civil de 1889. Este sistema fue origen de diversas disputas a partir de la llegada de la filoxera, originaria de Francia, a finales del siglo XIX y principios del siglo XX, que originó la sustitución de las cepas por otras de origen americano cuya vida era mucho menor que las nativas europeas, destruidas por la enfermedad. Así, los contratos se terminaban en muy poco tiempo, y los propietarios, viendo que el cultivo de la vid no era provechoso, expulsaban los rabassaires para cultivar otras plantaciones. Por su parte, los rabassaires sostenían que las viñas replantadas eran la misma cepa antigua, con lo que se podía llegar a perpetuar la vida de la viña.

## La aprobación de la ley
En diciembre de 1933 murió el presidente de la Generalidad Francesc Macià siendo sustituido por Lluís Companys, precisamente uno de los fundadores de la Unió de Rabassaires, cuyo objetivo principal era el acceso a la propiedad de la tierra de los arrendatarios rabassaires. Companys en seguida manifestó su propósito de llevar a cabo una reforma agraria adaptada a las especificidades del campo catalán, especialmente en el sector de la vid en el que unos 70.000 pequeños agricultores dedicados al cultivo de la uva no disponían de la propiedad de la tierra, sino que la cultivaban bajo contratos a largo plazo que dependían de la vida de las viñas (rabassa morta), por lo que corrían el riesgo de ser expulsados de la tierra.
Así, el Parlamento de Cataluña aprobó el 21 de marzo de 1934 por unanimidad de los diputados presentes —los de la Lliga Catalana, nueva denominación de la veterana Lliga Regionalista, se ausentaron— la Ley de Contratos de Cultivo —equivalente de la ley de arrendamientos estatal que no pudo ser aprobada en las Cortes Españolas en el verano de 1933—, la cual garantizaba a los rabassaires la explotación de tierras durante un mínimo de seis años y el derecho a acceder a la propiedad de las parcelas que hubieran estado cultivando ininterrumpidamente durante más de dieciocho años.

## La anulación de la ley por el Tribunal de Garantías Constitucionales
La ley se encontró con la radical oposición del Instituto Agrícola Catalán de San Isidro, que agrupaba a los más importantes propietarios agrarios, y de la Lliga, que pidió al gobierno del Partido Republicano Radical presidido por Ricardo Samper, al que la Lliga y la CEDA apoyaban en las Cortes, que recurriese la ley ante el Tribunal de Garantías Constitucionales, cosa que hizo el 4 de mayo. El recurso se basaba en la invasión de competencias estatales, las referentes a las obligaciones contractuales —que el artículo 15 de la Constitución de 1931 reservaba al Estado—, en tanto que la Generalidad aducía que en virtud del artículo 12 del Estatuto, le correspondía la legislación en materia de política social agraria —que el argumento del gobierno fuera la falta de competencias del Parlamento puso en evidencia a la Lliga pues «anteponía la defensa de los intereses económicos de sus votantes potenciales a la de las potestades autonómicas, contradiciendo el deseo expresado en su declaración programática de 1933 de aspirar a "una fórmula de autonomía mucho más amplia"»—.
El 8 de junio de 1934, el Tribunal de Garantías declaró, por 13 votos a 10 y sin que muchos de sus integrantes hubiesen oído el caso, incompetente al Parlamento de Cataluña sobre el tema y anuló por tanto la ley. La respuesta de la Generalidad fue la aprobación por el Parlamento de Cataluña de una ley virtualmente idéntica el 12 de junio.

## El conflicto entre el gobierno central y el gobierno de la Generalidad
La anulación de la Ley de Contratos de Cultivos creó una grave crisis política entre Madrid y Barcelona. La respuesta de la Generalidad de Cataluña fue retirar de las Cortes Generales a los 18 diputados de la Esquerra Republicana de Cataluña, acompañados de los 12 del PNV, y proponer al Parlamento de Cataluña una ley idéntica que fue aprobada el 12 de junio, lo que constituía un grave desafió al gobierno y al Tribunal de Garantías Constitucionales. Los socialistas y los republicanos de izquierda apoyaron a la Generalitat. Indalecio Prieto afirmó en las Cortes que los socialistas nunca dejarían sola a Cataluña, «porque con ella estará todo del proletariado español». Por su parte Manuel Azaña se refirió al «pueblo catalán herido en sus íntimos sentimientos de nacionalidad, de tierra y de lengua» por la sentencia y proclamó que Cataluña era «el último bastión que la queda a la República» y la Generalitat «el último poder republicano que queda en pie en España». Dirigiéndose al presidente del gobierno, el republicano radical Ricardo Samper, Azaña le dijo: «Si la política del gobierno supone... poner a los republicanos de Cataluña y a los republicanos de toda España en opción terrible, yo le digo a su señoría, con toda nuestra responsabilidad..., que nosotros tenemos resuelta la opción y que caerá sobre su señoría y sobre quien le acompañe en esa obra toda la responsabilidad de la inmensa desdicha que se avecina para España». Por otro lado, el conflicto entre el gobierno central y la Generalitat provocó una considerable exacerbación nacionalista catalana.
El gobierno Samper intentó negociar con el de la Generalidad a lo largo del verano para intentar llegar a un acuerdo, pero la CEDA lo acusó de falta de energía en la «cuestión rabassaire» y acabó retirándole su apoyo, lo que abriría la crisis de octubre de 1934. Un signo de que se había alcanzado cierta distensión entre el gobierno de Madrid y la Generalidad catalana fue que los diputados del PNV volvieron a las Cortes el 28 de septiembre tras la entrevista que mantuvo el Barcelona días antes el líder del PNV José Antonio Aguirre con Companys en la que este le confirmó que el conflicto de la Ley de Contratos de Cultivo estaba en vías de solución. Pero el acuerdo alcanzado entre Samper y Companys se rompió cuando a principios de octubre se constituyó en Madrid el nuevo gobierno presidido por Alejandro Lerroux y del que formaban parte tres ministros de la CEDA. Inmediatamente se inició la Revolución de octubre de 1934, en la que Companys fue uno de los protagonistas con la Proclamación del Estado Catalán, dentro de la República "Federal" Española. El fracaso de la Revolución supuso el encarcelamiento de Companys y de su gobierno y la suspensión del Estatuto de Autonomía.
La Ley de Contratos de Cultivo fue anulada y se tramitaron casi tres mil juicios de desahucio de "rabassaires" y de aparceros.
La ley fue de nuevo puesta en vigor tras el triunfo en las elecciones generales de febrero de 1936 del Frente Popular que restableció en sus funciones a la Generalidad y al Parlamento de Cataluña.